# Zichyújfalu
Zichyújfalu je selo u Biloj županiji, blizu Gárdonya.

## Povijest
Prve pisane tragove o selu su od 1239. godine.

## Vanjske poveznice
- Melinda Hortobágyi. 2012. Der münzfund von Zichyújfalu 1873 (PDF). Magyar Nemzeti Múzeum (njemački). Hrvatska znanstvena bibliografija